# Neofetch
Neofetch est un outil d'information système abandonné écrit dans le langage de script shell Bash. Par défaut, sur le côté gauche se trouve un logo de la distribution, rendu en ASCII art,. Contrairement à un moniteur système, l'outil ne propose qu'un affichage statique des configurations matérielles et logicielles de base de l'ordinateur et de leurs versions, généralement le système d'exploitation, l'hôte (à savoir le nom technique de la machine), le temps de fonctionnement, les gestionnaires de paquets, le shell, la résolution d'affichage, l'environnement de bureau, le gestionnaire de fenêtres, les thèmes et les icônes, le terminal informatique, le processeur, le GPU et la RAM. Neofetch peut également afficher des images sur le terminal avec w3m-img ou Sixel à la place du logo ASCII.
Le développement de Neofetch a été officiellement abandonné le 26 avril 2024, près de quatre ans après sa dernière mise à jour,.